# دارن آنجل
دارن آنجل (انگلیسی: Darren Angell؛ زادهٔ ۱۹ ژانویهٔ ۱۹۶۷) بازیکن فوتبال اهل بریتانیا است.
از باشگاه‌هایی که در آن بازی کرده‌است می‌توان به باشگاه فوتبال پورتسموث، باشگاه فوتبال کولچستر یونایتد، باشگاه فوتبال هانگرفورد تاون، باشگاه فوتبال چلتنهام تاون، باشگاه فوتبال ردینگ، باشگاه فوتبال لینکولن سیتی، باشگاه فوتبال بارنت، و باشگاه فوتبال آلدرشات تاون اشاره کرد.